# Mike Stulce
Michael Duane Stulce (Killeen, 21 luglio 1969) è un ex pesista statunitense, vincitore di un titolo olimpico nel 1992 e un titolo mondiale indoor nel 1993.
Nel 1990 è stato squalificato due anni per doping. Nel 1993 dopo aver vinto il bronzo ai Campionati mondiali di Stoccarda è stato squalificato a vita dalle competizioni perché trovato ancora positivo agli steroidi anabolizzanti.

## Palmarès
| Anno | Manifestazione    | Sede       | Evento         | Risultato | Misura  | Note                                     |
| ---- | ----------------- | ---------- | -------------- | --------- | ------- | ---------------------------------------- |
| 1988 | Mondiali juniores | Sudbury    | Getto del peso | Argento   | 18,47 m |                                          |
| 1989 | Universiadi       | Duisburg   | Getto del peso | Argento   | 20,58 m |                                          |
| 1992 | Olimpiadi         | Barcellona | Getto del peso | Oro       | 21,70 m | Miglior prestazione personale stagionale |
| 1993 | Mondiali indoor   | Toronto    | Getto del peso | Oro       | 21,27 m |                                          |
| 1993 | Mondiali          | Stoccarda  | Getto del peso | dq        | dq      |                                          |